# Fußballnationalmannschaft von Nordmazedonien
Die Fußballnationalmannschaft von Nordmazedonien (mazedonisch Фудбалска репрезентација на Северна Македонија Fudbalska reprezentacija na Severna Makedonija) ist die Verbandsmannschaft der Fudbalska Federacija na Makedonija (FFM). Bei internationalen Turnieren trat das sich zunächst Republik Mazedonien nennende Land zuvor unter dem provisorischen Namen Ehemalige Jugoslawische Republik Mazedonien, abgekürzt EJR Mazedonien, an, unter dem sie auch in der FIFA-Weltrangliste geführt wurde. Am 12. Februar 2019 trat die Namensänderung des Landes in „Nordmazedonien“ in Kraft. 2021 nahm das Land erstmals an einer Fußball-Europameisterschaft teil.

## Weltmeisterschaften
- 1930 bis 1990 – war Teil von Jugoslawien
- 1994 – nicht teilgenommen
- 1998 bis 2022 – nicht qualifiziert

## Europameisterschaften
- 1960 bis 1992 – war Teil von Jugoslawien
- 1996 bis 2016 – nicht qualifiziert
- 2021 – Vorrunde
- 2024 – nicht qualifiziert

## UEFA Nations League
- 2018/19: Liga D, 1. Platz mit 5 Siegen und 1 Niederlage
- 2020/21: Liga C, 2. Platz mit 2 Siegen, 3 Remis und 1 Niederlage
- 2022/23: Liga C, 3. Platz mit 2 Siegen, 1 Remis und 3 Niederlagen
- 2024/25: Liga C, 1. Platz mit 5 Siegen und 1 Remis

## Geschichte

Früheres Logo bis 2014

Bis 1991 siehe jugoslawische Fußballnationalmannschaft.
Der Mazedonische Fußballverband wurde 1949 als Teil des Jugoslawischen Fußballverbandes gegründet. Nach der Eigenständigkeit des Landes trat er 1994 sowohl der UEFA, als auch der FIFA bei. Das erste Pflichtspiel bestritt Mazedonien im Rahmen der Qualifikation zur Fußball-Europameisterschaft 1996 am 7. September 1994 daheim gegen Europameister Dänemark (1:1). Bei dieser ersten Qualifikationsrunde gelang nur ein Sieg, außerdem auch ein respektables 1:1 in Belgien.
In der Qualifikation zur Fußball-Weltmeisterschaft 1998 spielten die Mazedonier, unter anderem dank eines 3:2-Sieges gegen die Republik Irland, lange Zeit sogar um Platz zwei mit, verloren dann aber die letzten drei Spiele und wurden somit nur Vierter.
Die Europameisterschaft 2000 verpassten die Mazedonier deutlich, holten aber immerhin ein Unentschieden gegen den WM-Dritten Kroatien.
Seitdem schwanken die Leistungen der noch jungen Fußballnation erheblich. Respektablen Auftritten und Punktgewinnen gegen Mannschaften wie die Türkei, Holland oder England stehen blamable Resultate gegen Fußballzwerge wie Aserbaidschan, Liechtenstein oder Andorra gegenüber.
In der Qualifikation für die WM 2014 in Brasilien traf Mazedonien auf Belgien, Kroatien, Schottland, Serbien und Wales. Nach zwei Siegen, einem Remis und vier Niederlagen hatte Mazedonien bei drei noch ausstehenden Spielen bereits am 6. September 2013 keine Chance mehr sich zu qualifizieren.
In der Qualifikation für die EM 2016 traf Mazedonien auf Spanien, die Ukraine, die Slowakei und Luxemburg sowie erstmals auf Belarus. Bereits nach 7 Spielen hatte Mazedonien keine Chance mehr auf eine erfolgreiche Qualifikation. Am Ende wurde aufgrund des direkten Vergleichs der letzte Platz hinter Luxemburg belegt, gegen das die beiden Spiele 3:2 und 0:1 endeten.
In der Qualifikation für die WM 2018 in Russland traf Mazedonien auf Spanien, Italien, Albanien, Israel und Liechtenstein. Nach drei Siegen, zwei Remis und fünf Niederlagen hatte Mazedonien bei drei noch ausstehenden Spielen bereits keine Chance mehr sich zu qualifizieren.
In der ersten Ausgabe der Nations League traf Mazedonien auf Armenien, Gibraltar und Liechtenstein. Als Gruppensieger qualifizierte sich die Mannschaft für die Play-offs der UEFA Nations League.
In der Qualifikation für die EM 2021 traf Nordmazedonien auf Polen, Österreich, Slowenien, Israel und Lettland. Mit dem dritten Platz in der Qualifikationsgruppe wurde die direkte Qualifikation verpasst.
In den Play-offs der UEFA Nations League 2018/19 gewann Nordmazedonien das Play-off-Halbfinale gegen den Kosovo mit 2:1. Mit einem 1:0 im Play-off-Finale gegen Georgien qualifizierte sich Nordmazedonien erstmals für eine Europameisterschaft und damit erstmals überhaupt für ein großes Turnier.
In der zweiten Ausgabe der Nations League traf Nordmazedonien auf Georgien, Armenien und Estland. Die Mannschaft belegte den zweiten Platz.
Bei der EM 2021 traf Nordmazedonien in Gruppe C auf die Niederlande, die Ukraine und Österreich. Mit drei Niederlagen wurde die Mannschaft Gruppenletzter. Bei der 1:3-Niederlage am 13. Juni 2021 gegen Österreich schoss Goran Pandev das erste Tor für die Mannschaft bei einer Europameisterschaft.
In der Qualifikation für die WM 2022 in Katar traf Nordmazedonien auf Deutschland, Rumänien, Island, Armenien und Liechtenstein.

## Aktueller Kader
Für die Freundschaftsspiele gegen Moldau und Montenegro wurden folgende Spieler berufen.
- Stand: 26. März 2024 (nach dem Spiel gegen Montenegro)

| Name                  | Geburtstag | Spiele  | Tore    | Verein                   | Debüt   | Letzter Einsatz    |         |
| Torwart               | Torwart    | Torwart | Torwart | Torwart                  | Torwart | Torwart            | Torwart |
| --------------------- | ---------- | ------- | ------- | ------------------------ | ------- | ------------------ | ------- |
| Stole Dimitrievski    | 25.12.1993 | 68      | 0       | Rayo Vallecano           | 2015    | 25. März 2024      |         |
| Damjan Shishkovski    | 18.03.1995 | 11      | 0       | FC Ararat-Armenia        | 2020    | 17. Oktober 2023   |         |
| Igor Aleksovski       | 24.02.1995 | 01      | 0       | Rabotnički Skopje        | 2022    | 22. Oktober 2022   |         |
| Dejan Iliev           | 29.08.1993 | 01      | 0       | FK Sarajevo              | 2022    | 5. Juni 2022       |         |
| Abwehr                |            |         |         |                          |         |                    |         |
| Ezgjan Alioski        | 12.02.1992 | 74      | 12      | al-Ahli (Saudi-Arabien)  | 2013    | 25. März 2024      |         |
| Visar Musliu          | 13.11.1994 | 59      | 01      | SC Paderborn             | 2017    | 25. März 2024      |         |
| Darko Velkovski       | 21.05.1995 | 49      | 03      | Dinamo Bukarest          | 2014    | 25. März 2024      |         |
| Gjoko Zajkov          | 10.02.1995 | 28      | 01      | CS Universitatea Craiova | 2016    | 25. März 2024      |         |
| Nikola Serafimov      | 11.08.1999 | 14      | 0       | Fehérvár FC              | 2022    | 25. März 2024      |         |
| Bojan Dimoski         | 23.11.2001 | 11      | 0       | FC Akron Tolyatti        | 2022    | 25. März 2024      |         |
| Jovan Manev           | 25.01.2001 | 07      | 1       | Adana Demirspor          | 2023    | 22. März 2024      |         |
| Todor Todoroski       | 26.02.1999 | 06      | 0       | FC Politehnica Iași      | 2021    | 26. September 2022 |         |
| Ahmed Iljazovski      | 31.07.1997 | 03      | 0       | Hvidovre IF              | 2023    | 22. März 2024      |         |
| Mittelfeld            |            |         |         |                          |         |                    |         |
| Enis Bardhi           | 02.07.1995 | 64      | 16      | Trabzonspor              | 2015    | 25. März 2024      |         |
| Eljif Elmas           | 24.09.1999 | 58      | 12      | RB Leipzig               | 2017    | 25. März 2024      |         |
| Darko Čurlinov        | 11.07.2000 | 24      | 04      | FC Schalke 04            | 2017    | 25. März 2024      |         |
| Tihomir Kostadinov    | 04.13.1996 | 22      | 0       | Piast Gliwice            | 2019    | 25. März 2024      |         |
| Jani Atanasov         | 31.10.1999 | 16      | 02      | KS Cracovia              | 2021    | 25. März 2024      |         |
| David Babunski        | 01.03.1994 | 15      | 0       | Mezőkövesd-Zsóry SE      | 2013    | 19. Juni 2023      |         |
| Agon Elezi            | 01.03.2001 | 10      | 0       | VfL Bochum               | 2022    | 22. März 2024      |         |
| Dimitar Mitrovski     | 28.01.1999 | 03      | 0       | NK Varaždin (2012)       | 2023    | 25. März 2024      |         |
| Davor Zdravkovski     | 29.03.1998 | 0       | 0       | Motherwell FC            |         |                    |         |
| Sturm                 |            |         |         |                          |         |                    |         |
| Aleksandar Trajkovski | 05.09.1992 | 87      | 21      | Hajduk Split             | 2011    | 25. März 2024      |         |
| Milan Ristovski       | 08.04.1998 | 24      | 04      | Bohemians Prag 1905      | 2021    | 25. März 2024      |         |
| Bojan Miovski         | 24.06.1999 | 22      | 03      | FC Aberdeen              | 2021    | 25. März 2024      |         |
| Lirim Qamili          | 24.06.1999 | 02      | 0       | Hvidovre IF              | 2024    | 25. März 2024      |         |

## Trainer
(Stand: 25. März 2025)
- Andon Dončevski (1993–1995) – 17 Spiele
- Gjoko Hadžievski (1995–1999) – 28 Spiele
- Dragi Kanatlarovski (1999–2001) – 15 Spiele
- Gjore Jovanovski (2001–2002) – 13 Spiele
- Nikola Ilievski (2002–2003) – 13 Spiele
- Dragi Kanatlarovski (2003–2005) – 16 Spiele
- Slobodan Santrač (2005) – 4 Spiele
- Boban Babunski (2005) – 3 Spiele
- Srečko Katanec (2006–2009) – 27 Spiele
- Mirsad Jonuz (2009–2011) – 21 Spiele
- Boban Babunski (2011, interim) – 1 Spiel
- John Toshack (2011–2012) – 8 Spiele
- Goce Sedloski (2012) – 1 Spiel
- Čedomir Janevski (2012–2013) – 14 Spiele
- Zoran Stratev (2013, interim) – 2 Spiele
- Boško Đurovski (2014–2015) – 11 Spiele
- Ljubinko Drulović (2015) – 5 Spiele
- Igor Angelovski (2015–2021) – 53 Spiele
- Blagoja Milevski (seit 2021) – 40 Spiele

Quelle: eu-football.info

## Rekordspieler
(Stand: 25. März 2025)
| Rekordspieler | Rekordspieler         | Rekordspieler | Rekordspieler |
| Spiele        | Spieler               | Zeitraum      | Tore          |
| ------------- | --------------------- | ------------- | ------------- |
| 122           | Goran Pandev          | 2001–2021     | 38            |
| 100           | Goce Sedloski         | 1996–2010     | 8             |
| 93            | Aleksandar Trajkovski | 2011–aktiv    | 22            |
| 84            | Veliče Šumulikoski    | 2002–2013     | 1             |
| 83            | Ezgjan Alioski        | 2013–aktiv    | 12            |
| 82            | Stefan Ristovski      | 2011–aktiv    | 2             |
| 78            | Stole Dimitrievski    | 2015–aktiv    | 0             |
| 72            | Enis Bardhi           | 2015–aktiv    | 18            |
| 72            | Artim Šakiri          | 1996–2006     | 15            |
| 70            | Igor Mitreski         | 2001–2011     | 1             |
| 67            | Eljif Elmas           | 2017–aktiv    | 13            |
| 67            | Ivan Tričkovski       | 2010–2021     | 7             |
| 66            | Visar Musliu          | 2017-aktiv    | 2             |
| 64            | Nikolče Noveski       | 2004–2013     | 5             |
| 59            | Petar Miloševski †    | 1998–2009     | 0             |
| 59            | Kire Ristevski        | 2013–aktiv    | 0             |
| 58            | Vanče Šikov           | 2005–2017     | 4             |
| 55            | Stefan Spirovski      | 2011–2022     | 1             |
| 55            | Darko Velkovski       | 2001l1–aktiv  | 3             |
| 52            | Ilija Nestorovski     | 2015–aktiv    | 10            |
| 50            | Vlatko Grozdanoski    | 2001–2011     | 4             |

| Rekordschützen | Rekordschützen        | Rekordschützen | Rekordschützen |
| Tore           | Spieler               | Zeitraum       | Spiele         |
| -------------- | --------------------- | -------------- | -------------- |
| 38             | Goran Pandev          | 2001–2021      | 122            |
| 22             | Aleksandar Trajkovski | 2011–aktiv     | 93             |
| 18             | Enis Bardhi           | 2011–aktiv     | 72             |
| 15             | Gjorgji Hristov       | 1996–2005      | 48             |
| 15             | Artim Šakiri          | 1996–2006      | 72             |
| 13             | Eljif Elmas           | 2009–aktiv     | 67             |
| 12             | Ezgjan Alioski        | 2013–aktiv     | 83             |
| 10             | Goran Maznov          | 2001–2009      | 45             |
| 10             | Ilija Nestorovski     | 2015–aktiv     | 52             |
| 9              | Ilčo Naumoski         | 2003–2012      | 46             |
| 8              | Saša Ćirić            | 1995–2004      | 26             |
| 8              | Bojan Miovski         | 2021–          | 31             |
| 8              | Goce Sedloski         | 1996–2010      | 100            |
| 7              | Agim Ibraimi          | 2009–2021      | 40             |
| 7              | Ivan Tričkovski       | 2009–2021      | 67             |

- PLAYERS → played for Macedonia national team → ordered by appearances